# Bomarea chaparensis
Bomarea chaparensis là một loài thực vật có hoa trong họ Alstroemeriaceae. Loài này được Hofreiter mô tả khoa học đầu tiên năm 2005.